# Art of Life
Art of Life – album zespołu X Japan. Wydany 25 sierpnia 1993 roku. Składa się wyłącznie z 29-minutowego utworu tytułowego, który został napisany i skomponowany przez Yoshikiego, w całości w języku angielskim. Album jest też pierwszym, gdzie zespół nazywa się X Japan po tym, jak zmienił nazwę z X. Utwór został nagrany wspólnie z Royal Philharmonic Orchestra. Album osiągnął #1 pozycję w rankingu Oricon, sprzedał się w ilości 513 000 egzemplarzy, co czyniło go 28 najlepiej sprzedającym się albumem roku.
Utwór był rzadko grany na żywo, wczesne wystąpienie odbyło się 30 lipca 1992 roku w Nippon Budōkan oraz 30 i 31 grudnia 1993 roku w Tokyo Dome. Dwa ostatnie koncerty zostały później wydane w 1998 roku jako album Art of life live koncertowy i w 2003 roku jako Art of Life 1993.12.31 Tokyo Dome VHS/DVD, a w 2008 roku oba koncerty zostały wydane w całości na X Japan Returns 1993.12.30 i X Japan Returns 1993.12.31 (DVD).

## Lista utworów
| Nr | Tytuł         | Słowa   | Muzyka  | Czas  |
| -- | ------------- | ------- | ------- | ----- |
| 1. | "Art of Life" | Yoshiki | Yoshiki | 28:59 |

## Twórcy
- Yoshiki – perkusja, instrumenty klawiszowe
- Toshi – śpiew
- hide – gitara
- Pata – gitara
- Heath – gitara basowa